# Ny-Stormyrtjärnen
Ny-Stormyrtjärnen är en sjö i Robertsfors kommun i Västerbotten och ingår i Dalkarlsåns huvudavrinningsområde.